# John Flournoy Henry
John Flournoy Henry (* 17. Januar 1793 in Henrys Mill, Scott County, Kentucky; † 12. November 1873 in Burlington, Iowa) war ein US-amerikanischer Politiker. Zwischen 1826 und 1827 vertrat er den Bundesstaat Kentucky im US-Repräsentantenhaus.

## Werdegang
John Henry besuchte die Georgetown Academy und das Jefferson Medical College in Philadelphia. Im Jahr 1817 beendete er sein Medizinstudium am College of Physicians and Surgeons. Während des Britisch-Amerikanischen Krieges war er im Jahr 1813 in Fort Meigs im medizinischen Dienst der aus Kentucky kommenden Truppen tätig. Später praktizierte Henry als Arzt und arbeitete in der Landwirtschaft. Gleichzeitig begann er eine politische Laufbahn.
In den 1820er Jahren schloss er sich der Bewegung gegen den späteren Präsidenten Andrew Jackson an und wurde Mitglied der kurzlebigen National Republican Party, die in den 1830er Jahren in der Whig Party aufging. Nach dem Tod des Abgeordneten Robert Pryor Henry, mit dem er offenbar nicht verwandt war, wurde John Henry bei der fälligen Nachwahl für den zwölften Sitz von Kentucky als dessen Nachfolger in das US-Repräsentantenhaus in Washington, D.C. gewählt, wo er am 11. Dezember 1826 sein neues Mandat antrat. Da er bei den folgenden regulären Kongresswahlen nicht bestätigt wurde, konnte er bis zum 3. März 1827 nur die angebrochene Legislaturperiode seines Vorgängers im Kongress beenden.
Nach seinem Ausscheiden aus dem US-Repräsentantenhaus setzte Henry seine medizinische Laufbahn fort. Im Jahr 1831 wurde er Professor am Medical College of Ohio in Cincinnati. Im Jahr 1834 zog er nach Bloomington in Illinois und 1845 nach Burlington in Iowa. Auch in seiner neuen Heimat war er als Mediziner tätig. Er starb am 12. November 1873 im Alter von 80 Jahren in Burlington.